# Виро, Олег Янович
Олег Янович Виро (англ. Oleg Viro; род. 13 мая 1948 года, Ленинград) — советский и американский математик, специалист в области топологии и алгебраической геометрии.
Учился в Ленинградском государственном университете, где получил кандидатскую степень в 1974 году (под руководством Владимира Абрамовича Рохлина); доктор физико-математических наук с 1983 года.
С 1973 года по 1991 год преподавал в Ленинградском государственном университете. С 1986 по 2015 годы являлся сотрудником Ленинградского (Санкт-Петербургского) отделения института имени Стеклова. Лауреат премии Ленинградского математического общества (1975).
С 1990-х годов работал за рубежом: в 1992—1997 годах был профессором Калифорнийского университета в Риверсайде, в 1994—2007 годах — профессор Уппсальского университета в Швеции, откуда ушёл в отставку из-за конфликта, с 2008 года — профессор Университета штата Нью-Йорк в Стоуни-Брук.
Был приглашенным докладчиком на Международном конгрессе математиков в 1983 году в Варшаве. В 2000 году сделал пленарный доклад на Европейском математическом конгрессе в Барселоне. Лауреат премии Горана Густафссона (1997) шведского правительства; в 2012 году избран фелло Американского математического общества.
Жена — Юлия Виро, математик, сотрудник Уппсальского университета, затем в Университете штата Нью-Йорк в Стоуни-Брук.